# ناحیه قنبر شهدادکوت
ناحیه قنبر شهدادکوت (به انگلیسی: Qambar Shahdadkot District) یکی از ناحیه‌های پاکستان در پاکستان است که در ایالت سند واقع شده‌است. ناحیه قنبر شهدادکوت ۱٬۳۴۱٬۰۴۲ نفر جمعیت دارد.